# NGC 5322
NGC 5322 (другие обозначения — UGC 8745, MCG 10-20-35, ZWG 295.17, PGC 49044) — эллиптическая галактика (E2) в созвездии Большая Медведица.
Этот объект входит в число перечисленных в оригинальной редакции «Нового общего каталога».